# Danh sách đĩa nhạc của BNK48
Dưới đây là danh sách đĩa nhạc của nhóm nhạc chị em của AKB48 ở Thái Lan, BNK48, hiện tại nhóm có 13 đĩa đơn và 3 album. Nhóm đã ra mắt với đĩa đơn đầu tay Aitakatta(อยากจะได้พบเธอ).

## Danh sách đĩa nhạc

### BNK48

#### Đĩa đơn
| Năm  | Thứ tự | Đĩa đơn                                  | Danh sách bài hát | Doanh số                                                                | Ghi chú                   |
| ---- | ------ | ---------------------------------------- | --- | ----------------------------------------------------------------------- | ------------------------- |
| 2017 | 1      | Aitakatta – อยากจะได้พบเธอ                | Danh sách 1. Aitakatta(อยากจะได้พบเธอ) 2. Oogoe Diamond(ก็ชอบให้รู้ว่าชอบ) 3. 365nichi No kamihikouki(365 วันกับเครื่องบินกระดาษ) 4. Aitakatta(อยากจะได้พบเธอ) (Instrumental) 5. Oogoe Diamond(ก็ชอบให้รู้ว่าชอบ) (Instrumental) 6. 365nichi No kamihikouki(365 วันกับเครื่องบินกระดาษ) (Instrumental) | 13,500+                                                                 | –                         |
| 2017 | 2      | Koi Suru Fortune Cookie – คุกกี้เสี่ยงทาย     | Danh sách 1. Koisuru Fortune Cookie(คุกกี้เสี่ยงทาย) 2. BNK48 3. Skirt, Hirari(พลิ้ว) 4. Koisuru Fortune Cookie(คุกกี้เสี่ยงทาย) (Instrumental) 5. BNK48 (Instrumental) 6. Skirt, Hirari(พลิ้ว) (Instrumental) | 30,000+                                                                 | –                         |
| 2018 | 3      | Shonichi – วันแรก                         | Danh sách 1. Shonichi(วันแรก) 2. Sakura No Hanabiratachi(ความทรงจำและคำอำลา) 3. 1. Type A: Namida Surprise!(ประกายน้ำตาและรอยยิ้ม!) 2. Type B: Anata To Christmas Eve(คำสัญญาแห่งคริสต์มาสอีฟ) 4. Shonichi(วันแรก) (Instrumental) 5. Sakura No Hanabiratachi(ความทรงจำและคำอำลา) (Instrumental) 6. 1. Type A: Namida Surprise!(ประกายน้ำตาและรอยยิ้ม!) (Instrumental) 2. Type B: Anata To Christmas Eve(คำสัญญาแห่งคริสต์มาสอีฟ) (Instrumental) | 170,000+                                                                | –                         |
| 2018 | 4      | Kimi Wa Melody – เธอคือ…เมโลดี้             | Danh sách 1. Kimi Wa Melody(เธอคือ…เมโลดี้) 2. Tsugi No Season(ฤดูใหม่) 3. Yume E No Route(หมื่นเส้นทาง) 4. Kimi Wa Melody(เธอคือ…เมโลดี้) (Instrumental) 5. Tsugi No Season(ฤดูใหม่) (Instrumental) 6. Yume E No Route(หมื่นเส้นทาง) (Instrumental) | 340,000+                                                                | –                         |
| 2018 | 5      | BNK Festival                             | Danh sách 1. BNK Festival 2. Mata Anata No Koto Wo Kangaeteta(คิดถึง) 3. Temodemo No Namida(ถึงแม้จะมีน้ำตา) 4. BNK Festival (Instrumental) 5. Mata Anata No Koto Wo Kangaeteta(คิดถึง) (Instrumental) 6. Temodemo No Namida(ถึงแม้จะมีน้ำตา) (Instrumental) | 775,000+ - Bản giới hạn(CD): 300,000+ - Tải xuống(Music card): 475,000+ | Đĩa đơn tổng tuyển cử     |
| 2019 | 6      | Beginner                                 | Danh sách 1. Beginner 2. Kimi No Koto Ga Suki Dakara(ก็เพราะว่าชอบเธอ) 3. Let You Go 4. Beginner (Instrumental) 5. Kimi No Koto Ga Suki Dakara(ก็เพราะว่าชอบเธอ) (Instrumental) 6. Let You Go (Instrumental) | 166,000+                                                                | –                         |
| 2019 | 7      | 77 No Suteki Na Machi E – 77ดินแดนแสนวิเศษ | Danh sách 1. 77 No Suteki Na Machi E(77ดินแดนแสนวิเศษ) 2. 1. Type A: It's Life - Cherprang 2. Type B: สายซับ 3. 1. Type A: It's Me - Jib 2. Type B: มปร. - Pun, Wee 4. 77 No Suteki Na Machi E(77ดินแดนแสนวิเศษ) (Instrumental) 5. 1. Type A: It's Life - Cherprang (Instrumental) 2. Type B: สายซับ (Instrumental) 6. 1. Type A: It's Me - Jib (Instrumental) 2. Type B: มปร. - Pun, Wee (Instrumental)                            | 156,000+                                                                | –                         |
| 2020 | 8      | High Tension                             | Danh sách 1. High Tension 2. Dode Di Dong(โดดดิด่ง) 3. จากใจผู้สาวคนนี้ - Mobile 4. High Tension (Instrumental) 5. Dode Di Dong(โดดดิด่ง) (Instrumental) 6. จากใจผู้สาวคนนี้ - Mobile (Instrumental) | 693,662+                                                                | Đĩa đơn tổng tuyển cử     |
| 2020 | 9      | Heavy Rotation                           | Danh sách 1. Heavy Rotation 2. Hashire! Penguin (วิ่งไปสิ...เพนกวิน) 3. Wink Wa Sankai (วิ้งค์ 3 ครั้ง) 4. Heavy Rotation (Instrumental) 5. Hashire! Penguin (วิ่งไปสิ...เพนกวิน) (Instrumental) 6. Wink Wa Sankai (วิ้งค์ 3 ครั้ง) (Instrumental) |                                                                         | –                         |
| 2021 | 10     | ดี-อะ                                     | Danh sách 1. ดี-อะ 2. Sukida Sukida Sukida 3. Only Today(Band ver.) 4. Only Today(Acapella ver.) |                                                                         | Đĩa đơn original đầu tiên |
| 2022 | 11     | Sayonara Crawl                           | Danh sách 1. Sayonara Crawl 2. First Rabbit 3. Hoshizora wo Kimi ni 4. Sayonara Crawl (Instrumental) 5. First Rabbit (Instrumental) 6. Hoshizora wo Kimi ni (Instrumental) |                                                                         | Đỉa đơn tổng tuyển cử     |
| 2022 | 12     | Believers                                | Danh sách 1. Believers 2. Make noise 3. Kinou Yori Moto Suki 4. Believers (Instrumental) 5. Make noise (Instrumental) 6. Kinou Yori Moto Suki (Instrumental) |                                                                         | Đỉa đơn original thứ 2    |
| 2023 | 13     | Iiwake Maybe                             | Danh sách 1. Iiwake Maybe 2. Shoujoutachi yo 3. เสียงของใบไม้ 4. Iiwake Maybe (Instrumental) 5. Shoujoutachi yo (Instrumental) 6. เสียงของใบไม้ (Instrumental) |                                                                         | -                         |

#### Album
| Năm  | Album         | Danh sách bài hát | Doanh số |
| ---- | ------------- | --- | -------- |
| 2017 | River         | Danh sách 1. River 2. Aitakatta(อยากจะได้พบเธอ) 3. Oogoe Diamond(ก็ชอบให้รู้ว่าชอบ) 4. 365nichi No kamihikouki(365 วันกับเครื่องบินกระดาษ) 5. Koisuru Fortune Cookie(คุกกี้เสี่ยงทาย) 6. BNK48 7. Skirt, Hirari(พลิ้ว) 8. Shonichi(วันแรก) 9. Sakura No Hanabiratachi(ความทรงจำและคำอำลา) 10. Namida Surprise!(ประกายน้ำตาและรอยยิ้ม!) 11. Anata To Christmas Eve(คำสัญญาแห่งคริสต์มาสอีฟ) 12. River(off vocal ver.)                                                          | 180,000+ |
| 2019 | Jabaja        | Danh sách 1. Jabaja 2. Reborn 3. Bye Bye Plastic(บ๊ายบาย…นายพลาสติก) 4. Kimi Wa Melody(เธอคือ…เมโลดี้) 5. Tsugi No Season(ฤดูใหม่) 6. Yume E No Route(หมื่นเส้นทาง) 7. BNK Festival 8. Mata Anata No Koto Wo Kangaeteta(คิดถึง) 9. Temodemo No Namida(ถึงแม้จะมีน้ำตา) 10. Beginner 11. Kimi No Koto Ga Suki Dakara(ก็เพราะว่าชอบเธอ) 12. Let You Go 13. Jabaja (off vocal ver.) 14. Reborn (off vocal ver.) 15. Bye Bye Plastic (บ๊ายบาย…นายพลาสติก) (off vocal ver.) | 68,000+  |
| 2020 | Warota People | Danh sách 1. Warota People 2. Can You...?(เธอนั้นแหละ) 3. Ma Ma Milk 4. 77 No Suteki Na Machi E(77ดินแดนแสนวิเศษ) 5. It's Life - Cherprang 6. If's Me - Jib 7. สายซับ 8. บปร. 9. High Tension 10. Dode Di Dong(โดดดิด่ง) 11. จากใจผู้สาวคนนี้ - Mobile 12. Heavy Rotation 13. Hashire! Penguin(วิ่งไปสิ...เพนกวิน) 14. Wink Wa Sankai(วิ้งค์ 3 ครั้ง) 15. Warota People(off vocal ver.) 16. Can You...?(เธอนั้นแหละ)(off vocal ver.) 17. Ma Ma Milk(off vocal ver.)      |          |

### Unit

#### Mimigumo
| Năm  | Đĩa đơn  | Danh sách bài hát |
| ---- | -------- | --- |
| 2019 | Mimigumo | Danh sách 1. Overture (Mimigumo ver.) 2. Candy 3. Myujikki - Music 4. Heart Gata Virus (หัวใจไวรัส) 5. Overture (Mimigumo ver.) (Off Vocal ver.) 6. Candy (Off Vocal ver.) 7. Myujikkii - Music (Off Vocal ver.) 8. Heart Gata Virus (หัวใจไวรัส) (Off Vocal ver.) |

#### VYRA / LYRA
| Năm  | EP   | Danh sách bài hát |
| ---- | ---- | --- |
| 2020 | LYRA | Danh sách 1. LYRA 2. LYRA (Different Heaven Remix) 3. LYRA (22Bullets Remix) 4. Vanilla 5. Vanilla (Duumu Remix) 6. Vanilla (Montonn Jira Remix) |

#### Solo
| Năm  | MV               | Đĩa đơn                                  | Album         | Thành viên | Ngày phát hành | Ghi chú |
| ---- | ---------------- | ---------------------------------------- | ------------- | ---------- | -------------- | --- |
| 2019 | Myujikkii        | Mimigumo                                 | –             | Music      | 29/11          | – |
| 2020 | จากใจผู้สาวคนนี้     | High Tension                             | Warota People | Mobile     | 27/1           | Nhạc phim 'ไทบ้าน x BNK48 จากใจผู้สาวคนนี้', có sự xuất hiện của Kaew, Kaimook, Namneung, Namsai, Noey, Pupe, Tarwaan |
| 2020 | It's Me          | 77 No Suteki Na Machi E – 77ดินแดนแสนวิเศษ | Warota People | Jib        | 10/3           | Nhạc phim 'One take'                                                                                             |
| 2020 | It's Life        | 77 No Suteki Na Machi E – 77ดินแดนแสนวิเศษ | Warota People | Cherprang  | 16/6           | Nhạc phim 'One take'                                                                                             |
| 2021 | สถานะห่วง         | –                                        | –             | Stang      | 22/10          | Sáng tác: Stang                                                                                                  |
| 2021 | บีดี้บั๊บ (บิ๊บบีดี้บั๊บบีดี้บู) | –                                        | –             | Panda      | 29/10          | Sáng tác: Panda                                                                                                  |

#### Hợp tác
| Năm  | MV                                | Đĩa đơn                                 | Album                                           | Nghệ sĩ                           | Thành viên                                                                                            | Ngày phát hành | Ghi chú                                                       |
| ---- | --------------------------------- | --------------------------------------- | ----------------------------------------------- | --------------------------------- | --- | -------------- | ------------------------------------------------------------- |
| 2018 | 友達じゃないか                    | Sentimental Train(ンチメンタルトレイン) |                                                 | AKB48, BNK48, HKT48, NGT48, SKE48 | Cherprang                                                                                             | 26/8           | MV dành cho Next Girls tổng tuyển cử thế giới của AKB48 lần 1 |
| 2018 | ひと夏の出来事                    | Sentimental Train(ンチメンタルトレイン) | AKB48, BNK48, HKT48, NGT48, NMB48, SKE48, STU48 | Music                             | MV dành cho Upcoming Girls tổng tuyển cử thế giới của AKB48 lần 1                                     | 26/8           |                                                               |
| 2020 | Hashire! Penguin - วิ่งไปสิ...เพนกวิน | Heavy Rotation                          | Warota People                                   | BNK48, CGM48                      | Kaimook(Center), Bamboo, Gygee, Jib, Korn, Mewnich, Mind, Miori, New, Phukkhom, Ratah, Satchan, Stang | 21/8           | MV dành cho Undergirls tổng tuyển cử lần 2                    |
| 2020 | Wink Wa Sankai - วิ้งค์ 3 ครั้ง        | Heavy Rotation                          | Warota People                                   | BNK48, CGM48                      | Jaa(Center), Faii, Khamin, Kheng, Myyu, Namsai, Nine, Niky, Pakwan, Panda, View                       | 29/8           | MV dành cho Next Girls tổng tuyển cử lần 2                    |
| 2021 | Warota People                     | –                                       | Warota People                                   | BNK48, CGM48                      | Gygee(Center), Cherprang, Jennis, Korn, Minmin, Myyu, New, Orn, Pakwan, Pun, Wee                      | 8/1            | MV dành cho top 16 giải đấu Janken lần 1                      |

### Một số bài hát khác
| Năm  | Tên                          | Nghệ sĩ     | Ghi chú |
| ---- | ---------------------------- | ----------- | --- |
| 2018 | Desserto                     | BNK48       | |
| 2020 | Touch By Heart(ัวใจใกล้กัน....) | BNK48       | |
| 2021 | Our Memory(เมโลดี้..ที่คิดถึง)     | VYRA / LYRA | Sáng tác bởi VYRA / LYRA, có sự xuất hiện của Cherprang, Faii, Jaa, Jib, Kaew, Maria, Minmin, Miori, Mobile, Nink, Oom, Orn, Piam, Pupe, Stang, View, Wee |
| 2021 | Hurry Up(ต๊ะต่อนยอน...)        | VYRA / LYRA | Kết hợp với Sunnee |

## Video

### 1. Video âm nhạc

#### BNK48
| Năm  | Thứ tự | MV                                           | Đĩa đơn                                   | Album                                                  | Thành viên | Ghi chú                                                         |
| ---- | ------ | -------------------------------------------- | ----------------------------------------- | ------------------------------------------------------ | --- | --------------------------------------------------------------- |
| 2017 | 1      | Aitakatta – อยากจะได้พบเธอ                    | Aitakatta – อยากจะได้พบเธอ                 | River                                                  | Music(Center), Can, Cherprang, Jaa, Jan, Jennis, Kaew, Kaimook, Miori, Music, Namhom, Namneung, Noey, Orn, Pun, Satchan, Tarwaan                                   | MV debut của nhóm, nhạc phim ''Shoot! I Love You(ปิ้ว! ยิงปิ๊งเธอ)'' |
| 2017 | 2      | Koi Suru Fortune Cookie – คุกกี้เสี่ยงทาย         | Koi Suru Fortune Cookie – คุกกี้เสี่ยงทาย      | River                                                  | Mobile(Center), Cherprang, Izurina, Jan, Jennis, Kaew, Kaimook, Miori, Music, Namneung, Noey, Orn, Pun, Pupe, Satchan, Tarwaan                                     | –                                                               |
| 2018 | 3      | Anata To Christmas Eve – คำสัญญาแห่งคริสต์มาสอีฟ  | Shonichi – วันแรก                          | River                                                  | Jan, Kaew | –                                                               |
| 2018 | 4      | Shonichi – วันแรก                             | Shonichi – วันแรก                          | River                                                  | Music(Center), Noey(Center), Cherprang, Jaa, Jane, Jennis, Kaew, Kaimook, Korn, Mobile, Namneung, Orn, Pun, Pupe, Satchan, Tarwaan                                 | –                                                               |
| 2018 | 5      | River                                        | –                                         | River                                                  | Orn(Center), Can, Cherprang, Jane, Jennis, Kaew, Korn, Mobile, Music, Namneung, Namsai, Noey, Piam, Pun, Pupe, Tarwaan                                             | –                                                               |
| 2018 | 6      | Tsugi No Season – ฤดูใหม่                      | Kimi Wa Melody – เธอคือ…เมโลดี้              | Jabaja                                                 | Mewnich(Center), Bamboo, Deenee, Fifa, Fond, Gygee, Juné, Kheng, Myyu, New, Niky, Panda, Ratah, Stang, View, Wee                                                   | –                                                               |
| 2018 | 7      | Kimi Wa Melody – เธอคือ…เมโลดี้                 | Kimi Wa Melody – เธอคือ…เมโลดี้              | Jabaja                                                 | Noey(Center), Aom, Cake, Cherprang, Faii, Jaa, Jane, Jennis, Kaew, Kaimook, Mind, Minmin, Mobile, Music, Namneung, Orn, Phukkhom, Pun, Pupe, Satchan, Tarwaan      | –                                                               |
| 2018 | 8      | BNK Festival                                 | BNK Festival                              | Jabaja                                                 | Pun(Center), Cherprang, Fond, Jennis, Juné, Kaew, Kaimook, Mewnich, Mobile, Music, Namneung, Noey, Orn, Pupe, Tarwaan, Wee                                         | –                                                               |
| 2018 | 9      | Desserto – ดีเสิร์ตโตะ เชียร์ให้กับทุกวัน             | –                                         | –                                                      | Kaimook(Center), Cherprang, Izurina, Jane, Juné, Kaew, Mobile, Music, Noey, Orn, Pun, Satchan                                                                      | –                                                               |
| 2019 | 10     | Beginner                                     | Beginner                                  | Jabaja                                                 | Cherprang(Center), Jane, Jennis, Kaew, Kaimook, Mind, Mobile, Music, Namneung, Natherine, Noey, Orn, Pun, Pupe, Tarwaan, Wee                                       | MV dành cho Senbatsu tổng tuyển cử lần 1                        |
| 2019 | 11     | Kimi No Koto Ga Suki Dakara – ก็เพราะว่าชอบเธอ | Beginner                                  | Jabaja                                                 | Satchan(Center), Bamboo, Fond, Izurina, Jaa, Jib, Juné, Khamin, Korn, Mewnich, Minmin, Miori, Namsai, Nink, Oom, Phukkhom                                          | MV dành cho Undergirls tổng tuyển cử lần 1                      |
| 2019 | 12     | Bye Bye Plastic – บ๊ายบาย…นายพลาสติก           | –                                         | Jabaja                                                 | Cherprang(Center), Jane, Jennis, Kaew, Kaimook, Mind, Mobile, Music, Namneung, Natherine, Noey, Orn, Pun, Pupe, Tarwaan, Wee                                       | Original đầu tiên                                               |
| 2019 | 13     | Let You Go                                   | Beginner                                  | Jabaja                                                 | Jennis, Music | Nhạc phim 'When We Belong'                                      |
| 2019 | 14     | Jabaja                                       | –                                         | Jabaja                                                 | Fond(Center), Pupe(Center), Bamboo, Cherprang, Gygee, Jane, Jennis, Kaew, Kaimook, Mobile, Music, Namneung, Noey, Orn, Pun, Tarwaan                                | –                                                               |
| 2019 | 15     | Reborn                                       | –                                         | Jabaja                                                 | Izurina(Center), Faii, Jaa, Jib, Juné, Korn, Mewnich, Minmin, Miori, Myyu, Namsai, Natherine, New, Nine, Pakwan, Phukkhom, Piam, Satchan, Wee                      | –                                                               |
| 2019 | 16     | 77 No Suteki Na Machi E – 77ดินแดนแสนวิเศษ     | 77 No Suteki Na Machi E – 77 ดินแดนแสนวิเศษ | Warota People                                          | Cherprang(Center), Bamboo, Fifa, Fond, Gygee, Jaa, Jane, Jennis, Jib, Kate, Mind, Mobile, Music, New, Niky, Noey, Oom, Orn, Piam, Ratah, Satchan, Stang, View, Wee | –                                                               |
| 2019 | 17     | สายซับ                                        | 77 No Suteki Na Machi E – 77 ดินแดนแสนวิเศษ | Warota People                                          | Cherprang(Center), Fond, Jane, Juné, Mewnich, Namsai, Pun, Wee | Nhạc phim '1 Year 365 วัน บ้านฉัน บ้านเธอ'                          |
| 2020 | 18     | Dode Di Dong – โดดดิด่ง                        | High Tension                              | Warota People                                          | Namneung(Center), Kaew, Kaimook, Mobile, Namsai, Noey, Pupe, Tarwaan                                                                                               | Nhạc phim 'ไทบ้าน x BNK48 จากใจผู้สาวคนนี้'                          |
| 2020 | 19     | High Tension                                 | High Tension                              | Warota People                                          | Namneung(Center), Cherprang, Fond, Gygee, Jane, Jennis, Kaew, Kaimook, Mobile, Music, Myyu, Namsai, Noey, Orn, Pupe, Tarwaan                                       | –                                                               |
| 2020 | 20     | Touch By Heart – หัวใจใกล้กัน....               | –                                         | –                                                      | Cherprang(Center), Jaa, Jennis, Kaew, Mobile, Music, Noey, Orn, Pun, Tarwaan                                                                                       | –                                                               |
| 2020 | 21     | Heavy Rotation                               | Heavy Rotation                            | Warota People                                          | Jane(Center), Cherprang, Fond, Jennis, Juné, Kaew, Minmin, Mobile, Music, Namneung, Noey, Orn, Pun, Pupe, Tarwaan, Wee                                             | MV dành cho Senbatsu tổng tuyển cử lần 2                        |
| 2020 | 22     | Can You...? – เธอนั้นแหละ                      | –                                         | Warota People                                          | Cherprang(Center), Fond, Jane, Jennis, Kaew, Mewnich, Mobile, Music, Namneung, Noey, Orn, Phukkhom, Pun, Pupe, Tarwaan, Wee                                        | –                                                               |
| 2020 | 23     | Ma Ma Milk                                   | –                                         | Warota People                                          | Jane(Center), Bamboo, Cherprang, Gygee, Mewnich, Minmin, Mobile, Music, Phukkhom, Pupe, Tarwaan, Wee                                                               | –                                                               |
| 2021 | 24     | ดี-อะ                                         | ดี-อะ                                      |                                                        | Mobile(Center), Cherprang, Gygee, Jane, Jennis, Kaew, Kaimook, Minmin, Music, Namneung, Noey, Orn, Pun, Pupe, Tarwaan, Wee                                         | Bài hát A-Side original đầu tiên                                |
| 2021 | 25     | Cheers – เสียงเชียร์                            | –                                         | Jane(Center), Mobile(Center), Jennis, Music, Noey, Pun | – |                                                                 |

#### Unit
- Mimigumo

| Năm  | MV                        | Đĩa đơn  | Center  | Ngày phát hành |
| ---- | ------------------------- | -------- | ------- | -------------- |
| 2019 | Candy                     | Mimigumo | Kaimook | 5/10           |
| 2019 | Heart Gata Virus(ัวใจไวรัส) | Mimigumo | Jaa     | 22/12          |

- VYRA

1. VYRA / LYRA

| Năm  | MV                        | EP   | Center | Ngày phát hành | Ghi chú |
| ---- | ------------------------- | ---- | ------ | -------------- | --- |
| 2020 | LYRA                      | LYRA | Pun    | 7/10           | Viết lời: Nhạc sĩ Okomo P và Pun |
| 2020 | Vanilla                   | LYRA | Fond   | 19/11          | |
| 2021 | Our Memory – เมโลดี้..ที่คิดถึง |      | Noey   | 19/2           | Sáng tác bởi VYRA / LYRA, có sự xuất hiện của Cherprang, Faii, Jaa, Jib, Kaew, Maria, Minmin, Miori, Mobile, Nink, Oom, Orn, Piam, Pupe, Stang, View, Wee |

2. Hợp tác
| Năm  | MV                     | Center | Ngày phát hành | Ghi chú            |
| ---- | ---------------------- | ------ | -------------- | ------------------ |
| 2021 | Hurry Up – ต๊ะต่อนยอน... | Niky   | 1/4            | Kết hợp với Sunnee |

### 2. PV
| Năm  | PV                          | Đĩa đơn                   | Album | Thành viên |
| ---- | --------------------------- | ------------------------- | ----- | --- |
| 2018 | Yume E No Route – หมื่นเส้นทาง | Aitakatta – อยากจะได้พบเธอ | River | Pupe(Center), Izurina, Jaa, Jane, Jennis, Jib, Kaimook, Kate, Korn, Mind, Miori, Namneung, Namsai, Nink, Piam, Satchan |

### 3. MV âm nhạc đã xuất hiện
| Năm  | Tên                        | Nghệ sĩ                 | Thành viên        | Ghi chú                                      |
| ---- | -------------------------- | ----------------------- | ----------------- | -------------------------------------------- |
| 2018 | ชู้กะชู้                       | Pongchuk Pissathanporn  | Cả nhóm(Thế hệ 1) | –                                            |
| 2018 | Keep Going                 | Boom Boom Cash          | Orn               | Nhạc phim 'App War'                          |
| 2018 | ติดตลก                      | Pramote Pathan          | Jane              | –                                            |
| 2019 | อยากมีแฟนแล้ว                | Lipta                   | Juné              | –                                            |
| 2019 | The Lucky One(ผู้โชคดี)       | 9x9                     | New               | Nhạc phim 'Great Men Academy(สุภาพบุรุษสุดที่เลิฟ)' |
| 2019 | รักเธอเท่าที่เธอไม่รัก (0%)      | Doublebam               | Kaew              | –                                            |
| 2019 | เสียงขอร้องของคนเสียใจ        | Pakorn Lam              | Noey              | –                                            |
| 2019 | เขตห้ามหวง                  | Tor Saksit              | Phukkhom          | –                                            |
| 2019 | Present(แค่นี้...พอ)          | The Parkinson           | Mobile            | –                                            |
| 2019 | ไม่ควรมีคนเดียว (Another you) | Palitchoke Ayanaputra   | Cherprang         | –                                            |
| 2020 | Follow me                  | Violette Wautier, Paris | Juné              | Nhạc phim 'ละครฉลาดเกมส์โกง'                  |
| 2020 | กว่าจะรัก                    | Nana                    | Juné              | Nhạc phim 'ละครฉลาดเกมส์โกง'                  |
| 2020 | โกงรักไม่ได้                  | Jaonaay                 | Juné              | Nhạc phim 'ละครฉลาดเกมส์โกง'                  |
| 2020 | Lucky(ลัคกี้)                 | Mints                   | Wee               | Nhạc phim 'Mother Game'                      |
| 2021 | รักให้ถึงที่สุด(Try)             | O-Pavee                 | Orn               | Nhạc phim 'Let’s Fight Ghost(คู่ไฟท์ไฝว้ผี)'      |